# ULAS J095829.86-003932.0
ULAS J095829.86-003932.0 ist ein Brauner Zwerg im Sternbild Sextans. Er wurde 2008 von David Pinfield et al. entdeckt und gehört der Spektralklasse T5.5 an.